# Parasteatoda jinghongensis
Parasteatoda jinghongensis là một loài nhện trong họ Theridiidae.
Loài này thuộc chi Parasteatoda. Parasteatoda jinghongensis được Chuandian Zhu miêu tả năm 1998.